# Maisoncelles-la-Jourdan
Maisoncelles-la-Jourdan ist eine ehemalige französische Gemeinde mit etwa 476 Einwohnern (Stand 1. Januar 2022), den Maisoncellais, im Département Calvados in der Region Normandie.
Am 1. Januar 2016 wurde Maisoncelles-la-Jourdan im Zuge einer Gebietsreform zusammen mit sieben benachbarten Gemeinden als Ortsteil in die neue Gemeinde Vire Normandie eingegliedert.

## Geografie
Maisoncelles-la-Jourdan ist rund 5,5 Kilometer von Vire entfernt. Flers, im Département Orne gelegen, befindet sich etwa 22 Kilometer östlich, im Süden grenzt das Département Manche an das Ortsgebiet. An der südöstlichen Ortsgrenze verläuft die Vire.

## Bevölkerungsentwicklung
| Jahr                             | 1793 | 1836 | 1876 | 1926 | 1946 | 1968 | 1990 | 2013 |
| Einwohner                        | 852  | 907  | 657  | 490  | 494  | 462  | 443  | 461  |
| Quelle: Cassini, EHESS und INSEE |      |      |      |      |      |      |      |      |

## Sehenswürdigkeiten
- Kirche Saint-Amand aus dem 17. Jahrhundert; ein auf dem an die Kirche angrenzenden Friedhof befindliches steinernes Notenpult ist seit 1928 als Monument historique klassifiziert[3]